# علي سامي ين
علي سامي ين (بالتركية: Ali Sami Yen)‏ (و. 1886 – 1951 م) هو لاعب كرة قدم، ومدرب كرة قدم من تركيا، والدولة العثمانية، ولد في إسطنبول، توفي في إسطنبول، عن عمر يناهز 65 عاماً.

## التعليم
تعلم في ثانوية غلطة سراي.

## روابط خارجية
- علي سامي ين على موقع أوليمبيديا (الإنجليزية)